# Eureka (Illinois)
Eureka – miasto w Stanach Zjednoczonych, w stanie Illinois, w hrabstwie Woodford.

## Klimat
Miasto leży w strefie klimatu kontynentalnego, wilgotnego z gorącym latem, należącego według klasyfikacji Köppena do strefy Dfa. Średnia temperatura roczna wynosi 10,6°C, a opady 1005,8 mm (w tym 55,1 cm śniegu). Średnia temperatura najcieplejszego miesiąca - lipca wynosi 23,5°C, natomiast najzimniejszego stycznia -4,6°C. Miesiącem o najwyższych opadach jest maj o średnich opadach wynoszących 116,8 mm, natomiast najniższe opady są w lutym i wynoszą średnio 38,1 mm.